# Ruf Rt 12
El Ruf Rt 12 es un automóvil deportivo construido por el fabricante alemán Ruf Automobile de 2004 a 2012, el cual estaba basado en el Porsche 997.

## Información  del modelo
Se presentó el modelo en otoño de 2004 en el Salón del automóvil de Essen, como la primera de sus ofertas construida sobre la entonces nueva plataforma 997 de Porsche.
El motor plano de seis cilindros de 3.6 litros biturbo, estaba basado en el mismo del 996 Turbo de la anterior generación. Entregaba una potencia nominal de 530 a 560 CV (523 a 552 HP) (390 a 412 kW) en opciones, mientras que el diámetro x carrera era de 102 x 76,4 mm (4,02 x 3,01 pulgadas), para una cilindrada total aumentada a 3746 cm³ (3,7 L; 228,6 plg³). El resultado era una potencia nominal de 685 CV (676 HP; 504 kW) a las 7000 rpm y un par máximo de 880 N·m (649 lb·pie) a las 4000 rpm en la versión "S"; o bien, de 730 CV (720 HP; 537 kW) a las 7000 rpm y un par máximo de 940 N·m (693 lb·pie) a las 3500 rpm en la versión "R". Las modificaciones incluyen el reemplazo de los turbocompresores VTG con unidades provistas por KKK, un múltiple de admisión de aleación fundida, culatas de cilindros con flujo de gas, cuerpos del acelerador más grandes y pistones Mahle, con árbol de levas personalizados. Los turbocompresores tienen una presión de impulso de 1,3 bares (127 kPa; 18 psi). El bóxer tiene una línea roja hasta las 7500 rpm.
Presenta una carrocería Ruf especialmente desarrollada, lo que le da una apariencia única mientras funciona para aumentar la carga aerodinámica, mejorando la estabilidad a altas velocidades.
Se incluyen grandes frenos perforados, aunque ha surgido cierto debate sobre la mejora que proporciona el sistema sobre los frenos cerámicos (PCCB) opcionales de fábrica que Porsche ofrece en el modelo 997 S. Debido a dudas sobre ese sistema PCCB, Ruf optó por no instalarlos en el coche. Además, se reemplazó el sistema de suspensión activa de fábrica con un sistema estático de su propio diseño. Está disponible como opción un sistema de amortiguadores con control hidráulico, desarrollado en conjunto con Öhlins, que puede elevar la altura de la suspensión en situaciones como entradas de vehículos.
Su exterior se distingue del 997 Turbo estándar por los túneles de aire en la parte trasera, que suministran aire supuestamente más frío para los turbocompresores gemelos que los túneles inferiores del Porsche. En total, se fabricaron 13 unidades.

## Desempeño y rendimiento
Logra acelerar de 0 a 60 mph (97 km/h) en 3.8 segundos con caja de cambios estándar, lo cual le dio un desempeño en línea recta superior cuando se le comparaba con deportivos similares, tales como: Ferrari Enzo, Porsche Carrera GT o Mercedes-Benz SLR McLaren.
Aunque su velocidad máxima reportada es de 352 km/h (219 mph), existe una opción de marcha superior con la cual incrementa la potencia de salida del coche, para una velocidad en exceso de 360 km/h (224 mph), mientras que la versión "R" alcanzaba 370 km/h (230 mph).